# 5191 Paddack
Az 5191 Paddack (ideiglenes jelöléssel (5191) 1990 VO3) a Naprendszer kisbolygóövében található aszteroida. Ueda és Kaneda fedezte fel 1990. november 13-án.